# Axiom Mission 2
Axiom Mission 2 (ou Ax-2) foi uma missão da Crew Dragon para a Estação Espacial Internacional (ISS), lançada no dia 21 de maio de 2023 e operada pela SpaceX em nome da Axiom Space. Seus dois primeiros tripulantes foram anunciados em maio de 2021. Em junho de 2021, a SpaceX confirmou que a missão voaria no outono de 2022 em um Crew Dragon. A tripulação incluiu a ex-astronauta da NASA, Peggy Whitson como comandante da missão e John Shoffner como piloto.

## Tripulação
No dia 11 de janeiro de 2022, Axiom anunciou que o Coronel Walter Villadei (Força Aérea Italiana) será o primeiro astronauta profissional e internacional da empresa. Ele atualmente treina em Houston e foi selecionado como reserva da missão. Em setembro de 2022 foi anunciado que a Arábia Saudita comprou os dois últimos assentos da missão. No dia 12 de fevereiro de 2023, foi anunciado os dois últimos tripulantes da missão. John Shoffner é o único tripulante autofinanciado.
Principal
| Posição                  | Astronauta       |
| ------------------------ | ---------------- |
| Comandante da espaçonave | Peggy Whitson    |
| Piloto                   | John Shoffner    |
| Especialista de missão 1 | Ali AlQarni      |
| Especialista de missão 2 | Rayyanah Barnawi |

Reserva
| Posição                  | Astronauta            |
| ------------------------ | --------------------- |
| Comandante               | Michael López-Alegría |
| Piloto                   | Walter Villadei       |
| Especialista de missão 1 | Mariam Fardous        |
| Especialista de missão 2 | Ali AlGhamdi          |